# Shaolin and Wu Tang
Shaolin and Wu Tang är en hongkongsk film från 1983 regisserad av Chia Hui Liu.

## Om filmen
Filmen hade världspremiär i Hongkong den 7 juli 1983.

## Rollista
- Chia Hui Liu – Hung Yung-Kit
- Adam Cheng – Chou Fong-Wu
- Li Ching
- Idy Chan